# NGC 6634
NGC 6634 — группа звёзд в созвездии Стрелец.
Этот объект входит в число перечисленных в оригинальной редакции «Нового общего каталога».